# Günther Rau
Günther Rau (* 12. Mai 1930) ist ein ehemaliger deutscher Fußballspieler.

## Karriere
Rau gehörte von 1948 bis 1957 Borussia Dortmund in der Oberliga West an, in einer von seinerzeit fünf höchsten deutschen Spielklassen. Sein Debüt gab er am 21. November 1948 (9. Spieltag) beim 7:0-Sieg im Auswärtsspiel gegen Fortuna Düsseldorf und bestritt in seiner Premierensaison fünf weitere Punktspiele. Während seiner Vereinszugehörigkeit trug er in 68 Punktspielen zu fünf Meisterschaften in der Oberliga West bei. Aufgrund der Erfolge bestritt er für Borussia Dortmund 1948/49 vier Spiele und 1949/50 ein Spiel in der Endrunde um die Deutsche Meisterschaft. Bei seiner Premiere bestritt er das am 12. Juni 1949 in Berlin mit 5:0 gegen den Berliner SV 1892 gewonnene Viertelfinale sowie das am 26. Juni in München gegen den 1. FC Kaiserslautern ausgetragene Halbfinale, das trotz Verlängerung torlos endete und keinen Sieger hervorbrachte. Daraufhin wurde er auch im Wiederholungsspiel eingesetzt, das er mit seiner Mannschaft am 3. Juli in Köln mit 4:1 gewann. Das am 10. Juli im Stuttgarter Neckarstadion gegen den VfR Mannheim ausgetragene Finale jedoch wurde vor 92.000 Zuschauern mit 2:3 nach Verlängerung verloren. Sein letztes Pokalspiel bestritt er am 21. Mai 1950 bei der 1:3-Niederlage gegen den Titelverteidiger aus Mannheim. Mit der am 23. Juni 1957 in Hannover mit 4:1 gegen den Hamburger SV gewonnenen Meisterschaft nahm Borussia Dortmund zum zweiten Mal am Europapokal der Landesmeister-Wettbewerb teil; Rau debütierte am 27. November 1957 im Dortmunder Hinspiel, das gegen den Rumänischen Meister CCA Bukarest – sein einziges internationales Vereinsspiel. Mit der 1:4-Niederlage im Rückspiel beim AC Mailand schied Borussia Dortmund im Viertelfinale aus dem Wettbewerb aus.

## Erfolge
- Deutscher Meister 1956, 1957 (ohne Einsatz)
- Zweiter der Deutschen Meisterschaft 1949
- Westdeutscher Meister 1949, 1950, 1953, 1956, 1957